# Slime (serie)
Slime es una serie derivada de la saga Dragon Quest, en la que el personaje Slime es el protagonista, a día de hoy cuenta con tres entregas de las cuales solo la segunda ha sido lanzada en América. 
Esta corta serie cuenta con un gameplay en vista cenital combinado con combates de tanque. El protagonista de la trama es Rocket, quien emprende varios viajes para defender a su reino y a su gente de un grupo de monstruos llamados «la brigada de las colas» o Tails Brigade, en inglés.
La crítica ha recibido a la serie con reseñas mayormente positivas, y a pesar de su simpleza, el juego ha sido reconocido por sus mecánicas y diseño gráfico, a pesar de todo esto las ventas de la serie no han sido del todo buenas.

## Desarrollo
El productor de Dragon Quest VIII, Yoshiki Watabe, fue el que tuvo la idea del primer juego y se acerco al creador de Dragon Quest Yuji Horii y de forma conjunta idearon el género y estilo del juego. Antes de esto los dos ya habían tenido en mente hacer un juego con personajes atractivos para los niños al mismo tiempo que trabajaban en un port de Dragon Warrior para el Game Boy A principios del desarrollo, el juego tenía al Slime azul blandiendo una espada y un escudo, y se hicieron varias pruebas con este estilo, pero al poco tiempo fue descartado pues los desarrolladores no sentían que fuera «un juego de Slime, más bien se sentía como un juego de Link azul». Después de esto los desarrolladores comenzaron a preguntarse qué es lo que un Slime pueda hacer y que otro personaje no, de ahí fue que salió la idea de que el jugador pudiera estirar y lanzar al Slime hacía los enemigos u objetos. Considerando esto los desarrolladores no incluyeron personajes humanos al juego, pues ellos matarían a los Slime fácilmente.
Cuando la segunda entrega, llamada Dragon Quest Heroes, fue localizada para el público americano, los desarrolladores se preocuparon porque el público no supiera quien es el Slime, es por esto que un port de Dragon Quest fue incluido en cada copia. Watabe quería que el juego usará ambas pantallas de la consola, pues gran parte de juegos de la Nintendo DS solo usaban la segunda pantalla para menús, y él creía que la doble pantalla era el atractivo principal de la consola. En etapas tempranas del desarrollo los desarrolladores tenían una versión que incluía la técnica Rocket's Elasto Blast pero más adelante desecharon la idea pues era demasiado difícil de controlar. Mientras los desarrolladores pensaban en como implementar de forma correcta las dos pantallas, llegaron a la idea de las batallas de tanques y una vista doble, permitiendo al jugador ver tanto dentro como fuera del tanque al mismo tiempo. Todos los nombres de la versión americana fueron aprobados directamente por Square Enix, y en la versión japonesa todas las referencias a la cultura americana tuvieron que ser explicadas en japonés, y durante el proceso varios chistes fueron remplazados o eliminados.
Más adelante Watabe mencionó que si Dragon Quest Heroes tenía buenas ventas, él mismo propondría una secuela para Slime, y que de ser posible, buscaría implementar el soporte a Nintendo Wi-Fi Connection. en febrero de 2011, Yuji Horii mencionó que una secuela era posible, y para el 16 de marzo de 2011 la tercera entrega fue anunciada llamada Rocket Slime 3, anunciando también su compatibilidad con la pantalla 3D del Nintendo 3DS.

## Juegos
| Título                                              | Año       | Plataforma       | Notas |
| --------------------------------------------------- | --------- | ---------------- | --- |
| Slime Mori Mori Dragon Quest: Shōgeki no Shippo Dan | - JP 2003 | Game Boy Advance | Slime Mori Mori Dragon Quest: Shōgeki no Shippo Dan es un videojuego japonés de acción publicado por Square Enix en 2003 para la Game Boy Advance.             |
| Dragon Quest Heroes: Rocket Slime                   | - 2005 NA | Nintendo DS      | Dragon Quest Heroes: Rocket Slime es el único juego de la saga lanzado fuera de Japón                                                                          |
| Slime Mori Mori Dragon Quest 3                      | - JP 2011 | Nintendo 3DS     | Slime Mori Mori Dragon Quest 3 es un juego para la Nintendo 3DS. el juego cambió las batallas en tanques por batallas en el mar, y es un juego en completo 3D. |

## Elementos

En esta captura de Rocket Slime, Rocket y otros dos Slimes cargan munición dentro de los cañones de la pantalla de abajo, y el tanque del jugador se ve a la izquierda contra el de la computadora (derecha)

El Slime azul fue creado para la serie de videojuegos japonesa Dragon Quest, en toda la serie se han podido ver hasta veinte tipos de Slime, los cuales la mayoría están presentes en estos juegos, y conforme el jugador va rescatando más Slimes, se van desbloqueando más áreas del juego
Para atacar a los enemigos tenemos que estirar el Slime y liberarlo para que salga volando, el jugador también tiene la posibilidad de levitar por momentos en el aire, y enterrarse en el suelo mientras se mueven. A partir del segundo juego, los jugadores fueron capaces de tener batallas usando tanques enormes.
Otro añadido al juego es que el jugador puede cargar enemigos u otros Slimes sobre la cabeza, los enemigos, de los cuales puedes cargar tres a la vez, pueden ser arrojados en forma de ataque, mientras que necesitas cargar a tus amigos para poderlos regresar a casa para que puedan contar como rescatados, estos métodos de transporte incluyen carritos de mina, aviones e incluso globos, de vez en cuando los Slimes de la aldea le darán misiones al jugador, estas misiones requieren que el jugador cargue enemigos u objetos a los puntos de transporte. Si cargas a un personaje en específico, el espadachín, te permitirá hacer un ataque de espada que es más rápido que el ataque común. si por alguna razón el jugador es golpeado por un enemigo, todo lo que esté cargando se caerá.
El Slime puede morir si es atacado varias veces, si el jugador se tarda en completar alguna mazmorra; pues en el juego cuando cae la noche los Slimes son secuestrados por «la brigada de las colas»
La trama de los juegos tienen como protagonista al Slime Rocket, quien trata de recuperar algo de valor que ha sido robado, en los primeros dos juegos Rocket trata de salvar a su familia y amigos que fueron secuestrados por «la brigada de las colas», mientras que en el tercer título Rocket trata de encontrar siete tesoros robados por todo el mundo.

## Recepción

### Ventas
El primer juego vendió alrededor de 237,652 copias para el 14 de diciembre de 2003, y fue el juego número 53 en ventas de 2003 en Japón, su secuela, Dragon Quest Heroes, fue lanzada en 2005 en Japón mientras en América salió el año siguiente

### Recepción
La serie Slime ha tenido buen recibimiento tanto en Japón como en América. Famitsu le dio a Dragon Quest Heroes: Rocket Slime una calificación de 34/40, también fue elegido como el cuarto mejor juego para Nintendo DS del 2006 por GameSpy.